# Mitra eremitarum
Espèce
Mitra eremitarum est une espèce de mollusques gastéropodes marins appartenant à la famille des Mitridae.
- Répartition : Indo-Pacifique.
- Longueur : 6 cm.

## Source
- Arianna Fulvo et Roberto Nistri (2005). 350 coquillages du monde entier. Delachaux et Niestlé (Paris) : 256 p.  (ISBN 2-603-01374-2)